# Калмырза, Маулен Реметович
Маулен Реметович Калмырза (Халмурзаев; 19 апреля 1919 — 26 июня 2005) — участник Великой Отечественной войны, Народный герой Казахстана (2005).

## Биография
Родился в Южно-Казахстанской области Туркестанской АССР 19 апреля 1919 года в селе Чимкурган.
С 1939 года в Красной армии. Участвовал в Великой Отечественной войне. Войну встретил во Львове. Воевал на 3м Белорусском фронте.
Окончил Московскую пушно-меховую академию. Возглавлял совхоз «Тасты» Сузакского, затем — «Коксу» Чардаринского районов. Построил мост через реку Шу, который в 2012 году переименован в его честь. «Заслуженный зоотехник Казахстана», награждён двумя орденами Ленина, Трудового Красного Знамени, орденом Отечественной войны 1-й степени. В мае 2005 года получил звание Народного героя Казахстана.
Умер 26 июня 2005 года.